# Pessarium
Pessarium – mały krążek o kształcie podobnym do pierścienia, wykonany z tworzywa sztucznego, najczęściej silikonu medycznego, który jest wkładany do pochwy lub odbytnicy i utrzymywany na miejscu przez mięśnie miednicy.

## Zastosowanie
Pessarium jest najczęściej stosowane w leczeniu wypadania macicy, wysiłkowego nietrzymania moczu czy zapobieganie niewydolności cieśniowo-szyjkowej u kobiet w ciąży. Aby zapobiec przedwczesnemu porodowi może okazać się konieczne wzmocnienie szyjki macicy przez założenie ginekologicznego pessarium.
Pessarium może być umieszczone na stałe lub czasowo, większość krążków można nosić podczas stosunku płciowego.

Przeczytaj ostrzeżenie dotyczące informacji medycznych i pokrewnych zamieszczonych w Wikipedii.